# Frédéric Passy

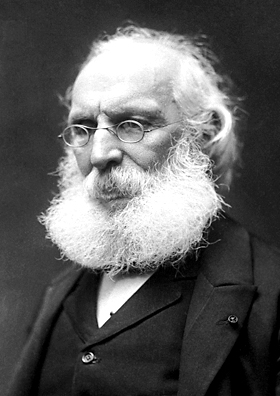
Frédéric Passy

Frédéric Passy, sinh ngày 20.5.1822 tại Paris, từ trần ngày 12.6.1912 tại Neuilly-sur-Seine, là một chính trị gia người Pháp đã hiến dâng cuộc đời cho lý tưởng hòa bình, và đã đoạt giải Nobel Hòa bình đầu tiên (chung với Henri Dunant).

## Cuộc đời và Sự nghiệp
Sinh ra trong một gia đình nổi tiếng trong chính trị và khoa học với người chú (bác) là Hippolyte Passy làm bộ trưởng thời vua Louis-Philippe I của Pháp và thời Napoléon III của Pháp. Frédéric Passy học ngành luật học và làm cán sự hành chính ở Hội đồng Nhà nước một thời gian, sau đó bắt đầu làm ký giả.
Vào lúc kết thúc cuộc vận động của mình trên báo Le Temps nhằm chống chiến tranh giữa Pháp và Phổ, ông lập ra Liên đoàn quốc tế Hòa bình (Ligue Internationale de la Paix) ngày 21.5.1867, rồi Hội trọng tài giữa các dân tộc (Société d'arbitrage entre les Nations) năm 1870 (tiền thân của Hội Quốc Liên và Tổ chức Liên Hợp Quốc sau này). Sau đó ông lập tiếp Liên minh quốc tế vì Hòa bình (Union Internationale pour la paix) năm 1889 và tạo điều kiện dễ dàng cho sự xích lại gần nhau giữa Pháp và Anh.
Năm 1877, ông được bầu vào Viện Hàn lâm Khoa học Đạo đức và Chính trị (Académie des sciences morales et politiques). Trong các kỳ bầu cử năm 1881 và 1885, ông trúng cử vào Quốc hội Pháp. Trong cuộc bầu cử năm 1889, ông bị thất cử. Ông chống đối chính sách thực dân của Jules Ferry và được nhớ đến như một nghị sĩ muốn cấm đoán chiến tranh. Ông cũng là tác giả một đạo luật về tai nạn lao động, có lợi cho công nhân, thợ thuyền.
Năm 1888, đứng đầu một phái đoàn nghị sĩ quốc hội Pháp, ông đã gặp William Randal Cremer (giải Nobel Hòa bình năm 1903), người lãnh đạo phái đoàn nghị sĩ Anh. Sau cuộc họp này, một nhóm các nghị sĩ Pháp, Anh, Ý, Tây Ban Nha, Đan Mạch, Hungary, Bỉ và Hoa Kỳ đã lập ra Liên minh liên nghị viện (Union interparlementaire) và Frédéric Passy là một trong các chủ tịch đầu tiên của Liên minh.
Ông là người đam mê ngành sư phạm và không hề từ bỏ thiên hướng của mình, vẫn tiếp tục dạy học cho tới tuổi 81 và đã viết nhiều tác phẩm. Là người theo thuyết nam nữ bình quyền từ sớm, ông ủng hộ việc bãi bỏ án tử hình. Về kinh tế, ông là người tán thành chủ trương mậu dịch tự do và việc tiết kiệm.
Passy kết hôn với Marie-Blanche Sageret dù rằng, theo anh em Goncourt mô tả, "là người xấu khủng khiếp và chán ngấy"». Ông là cha của Paul Passy và cha vợ của Charles Mortet.
Năm 1856 ông mua được ngôi vườn nổi tiếng Désert de Retz của bà quả phụ Bayard.
Ngày 10.12.1901, ông được nhận giải Nobel Hòa bình đầu tiên, chung với người Thụy Sĩ Henri Dunant, người sáng lập phong trào Chữ thập đỏ và Trăng lưỡi liềm đỏ quốc tế.

## Các tác phẩm
- Mélange économique, Guillaumin, Paris, 1857.
- De la propriété intellectuelle (avec V.Modeste et P.Paillote), Guillaumin, Paris, 1859.
- Leçons d'économie politique (recueilli par E.Bertin et P.Glaize), Gras, Montpellier, 1861.
- La Démocratie et l'instruction, Guillaumin, Paris, 1864.
- Les Machines et leur influence sur le développement de l'humanité, Hachette, Paris, 1866.
- Malthus et sa doctrine, 1868.
- Histoire du travail: leçons faites aux soirées littéraires de la Sorbonne, Paris, 1873.
- Pour la paix, Charpentier, Paris, 1909.
- Sophismes et truismes, Giard et Brière, Paris, 1910.